# Gare de La Borne Blanche
Gare de La Borne Blanche vasútállomás és RER állomás Franciaországban, Orry-la-Ville településen.

## Vasútvonalak
Az állomást az alábbi vasútvonalak érintik:
- Párizs-Lille-vasútvonal

## Kapcsolódó állomások
A vasútállomáshoz az alábbi állomások vannak a legközelebb:
- Gare d’Orry-la-Ville - Coye (Gare de Creil, D RER-vonal)
- Gare de Survilliers - Fosses (Gare de Melun, D RER-vonal)

## Lásd még
- Franciaország vasútállomásainak listája
- A RER állomásainak listája